# Nymphula africalis
Nymphula africalis là một loài bướm đêm trong họ Crambidae.